# Johannes Gerardius Maris Persoon
Johannes Gerardius Maris Persoon (1956) es un botánico, y profesor neerlandés.

## Honores
- Miembro de la Sociedad Linneana de Londres.

- La abreviatura «J.G.M.Pers.» se emplea para indicar a Johannes Gerardius Maris Persoon como autoridad en la descripción y clasificación científica de los vegetales.[1]